# تشارلز إيتون هاينز
تشارلز إيتون هاينز هو سياسي أمريكي، ولد في 15 أبريل 1784، وتوفي في 21 نوفمبر 1832. نشط حزبياً في الحزب الديمقراطي. وقد انتخب عضو مجلس النواب الأمريكي ‏.